# Amaryllisgewächse

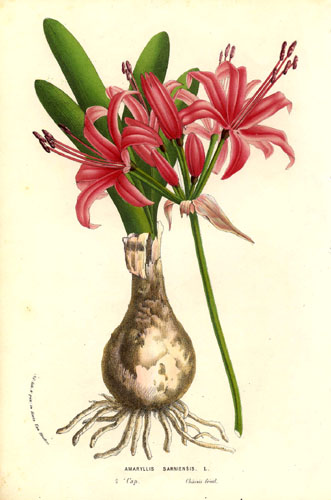
Illustration von Nerine sarniensis

Die Amaryllisgewächse (Amaryllidaceae), auch Narzissengewächse genannt, sind eine Familie, die zur Ordnung der Spargelartigen (Asparagales) innerhalb der Monokotyledonen gehört. Der Name der namensgebenden Gattung Amaryllis ist vom Namen einer Schäferin aus den Eclogae Vergils abgeleitet.

## Systematik
Die molekulargenetischen Untersuchungen in den letzten gut zehn Jahren haben dazu geführt, dass sich die Familiengrenzen innerhalb der Ordnung der Spargelartigen (Asparagales) stark verschoben haben. Die Familie der Amaryllidaceae J.St.-Hil. wurde mit den Taxa der ehemaligen Familien Agapanthaceae und Lauchgewächse (Alliaceae) erweitert. Die Familie Amaryllidaceae wurde unter dem Namen „Amaryllydeae“ 1805 von Jaume Saint-Hilaire in Exposition des Familles Naturelles, 1, 134 erstveröffentlicht. Es ist allerdings ein weiterer Name für die Familie möglich, weil nach der Prioritätsregel des Internationalen Code der Botanischen Nomenklatur ICBN der Namen Alliaceae Batsch ex Borkh. vorzuziehen wäre, der schon 1797 in Botanisches Wörterbuch, 1, 15 veröffentlicht wurde und Amaryllidaceae J.St.-Hil. erst 1805. Bei Familiennamen besteht aber auch die Möglichkeit, von der Regel abzuweichen.
Synonyme für Amaryllidaceae J.St.-Hil. sind: Agapanthaceae F.Voigt, Alliaceae Batsch ex Borkh., Brunsvigiaceae Horan., Cyrtanthaceae Salisb., Galanthaceae G.Mey., Gethyllidaceae Raf., Haemanthaceae Salisb., Leucojaceae Batsch ex Borkh., Oporanthaceae Salisb., Pancratiaceae Horan., Strumariaceae Salisb., Zephyranthaceae Salisb.
Zur Familie Amaryllisgewächse s. l. gehören heute drei Unterfamilien mit etwa 73 Gattungen mit etwa 1600 Arten:
- Amaryllidoideae Burnett: Sie enthält 14 Tribus mit etwa 59 bis 67 Gattungen und etwa 800 Arten.
- Agapanthoideae Endl.: Sie enthält nur eine Gattung:
  - Schmucklilien (Agapanthus L’Hér.)
- Lauchgewächse (Allioideae Herb.): Sie enthält drei Tribus mit etwa 13 Gattungen und etwa 800 Arten.